# 聚合草属
聚合草属（学名：Symphytum）为紫草科的一个属。属名Symphytum源于希腊语symphyos，意为“长在一起”。

## 物种
本属包括以下物种：
- 大花聚合草 Symphytum grandiflorum
- 伊比利亚聚合草 Symphytum ibericum
- 聚合草 Symphytum officinale[1]

栽培种：
- Symphytum cv. Goldsmith